# Mangamba (Bonaléa)
Pour les articles homonymes, voir Mangamba.
Mangamba est un village de la Région du Littoral au Cameroun, situé dans la commune de Bonaléa.

## Population et développement
En 1967, la population de Mangamba était de 278 habitants, essentiellement des Bankon (Abo). Elle était de 385 habitants dont 200 hommes et 185 femmes, lors du recensement de 2005.